# Sultani Makutano
 (juillet 2018).
- Si vous ne connaissez pas le sujet, laissez ce bandeau (vous pouvez alors contacter les auteurs).
- Si vous supprimez le contenu mis en cause (vous pouvez préalablement contacter les auteurs),

argumentez précisément cette suppression dans la page de discussion
(un manque de référence n'est pas un argument ; une recherche réelle de référence doit avoir été effectuée, être formellement documentée).
 (juillet 2018).
 (juillet 2018).
Si vous disposez d'ouvrages ou d'articles de référence ou si vous connaissez des sites web de qualité traitant du thème abordé ici, merci de compléter l'article en donnant les références utiles à sa vérifiabilité et en les liant à la section « Notes et références ».
 (août 2021).
Le Sultani Makutano est un réseau d’affaires et un think tank kino-congolais.
Il regroupe plus de 500 membres.

## Historique

### Contexte
En 2015, Nicole Sulu, femme d’affaires congolaise, fait le constat que très peu de Congolais s’associent pour créer des opportunités d’affaires ou des sociétés, ces derniers favorisant généralement les associations avec les étrangers.
Si cette situation est en partie due au manque de capitaux des nationaux, elle sait aussi qu’une nouvelle classe économique nationale possède les capitaux nécessaires et reste pourtant frileuse à l’idée de créer des synergies économiques entre Congolais.[réf. nécessaire]
Elle s’interroge alors sur les défiances qui prévalent entre les acteurs locaux et leur propose de créer un club d’affaires d’un genre nouveau, convivial, au sein duquel les opérateurs économiques nationaux pourront se rencontrer et identifier leurs savoir-faire respectifs.

### Création du réseau
Le réseau est créé en 2015 sous le nom de Sultani Makutano.
Nicole Sulu s’est donné pour objectif de participer à la réappropriation de l’économie congolaise par les nationaux via un dialogue  rénové, basé sur la confiance et débarrassé des lourdeurs protocolaires » entre chefs d’entreprise nationaux, locaux ou issus de la diaspora, d’une part, et entre les acteurs économiques nationaux, les décideurs publics, les bailleurs internationaux et les investisseurs étrangers, d’autre part.

### Les deux premiers forums
En janvier 2016, la première rencontre du Sultani Makutano a lieu. Seuls les chefs d’entreprise nationaux, vivant en RDC ou à l’étranger, y sont conviés. Environ 200 acteurs économiques répondent à l’appel. Pendant cette soirée festive, un système de jeux et un placement précis à table imposent entre autres aux convives d’échanger leurs cartes de visite, de se présenter brièvement et de se fixer un rendez-vous dans les semaines qui viennent.     
Lors du débat entre convives qui compose la seconde partie de la soirée, il est notamment identifié que si la base du réseau d’affaires doit rester composée de nationaux, les investisseurs étrangers, et en particulier les opérateurs africains, ne peuvent en être exclus, pour éviter de brider les dynamiques économiques panafricaines en particulier. De même, l’idée de se constituer en think tank apolitique et laïque, force de propositions et de solutions auprès des gouvernements successifs du pays, afin de jouer un rôle constructif dans la définition des politiques publiques au niveau économique, est lancée.     
En septembre de la même année, la seconde édition du Sultani Makutano se conforme aux recommandations de la première et prend pour thème  L’ouverture vers l’Afrique .
En quelques mois, le réseau se renforce et adopte une identité. Il est désormais le « fair business network for global Congo empowerment ». Acha Leke, Président de l’ALN (African leadership network), en sera l’invité d’honneur.
En janvier 2016, la première rencontre du Sulutani Makutano a eu lieu. Seuls les chefs d'entreprise nationaux, vivant en République Démocratique du Congo ou à l'étranger, y sont conviés. Environ 200 acteurs économiques répondent à l'appel. Pendant cette soirée festive,un système de jeux et un emplacement précis à table imposent entre autres aux convives d'échanger leurs cartes de visite, de se présenter brièvement et de se fixer un rendez-vous dans les semaines qui viennent.
Lors du débat entre convives qui compose la seconde partie de la soirée, il est notamment identifié que si la base du réseau d'affaires doit rester composée de nationaux,les investisseurs étrangers,et en particulier les opérateurs africains, ne peuvent en être exclus, pour éviter de brider les dynamiques économiques panafricaines en particulier. De même, l'idée de constituer en think tank apolitique et laïque, force de propositions et de solutions auprès des gouvernements successifs du pays, afin de jouer le rôle constructif dans la définition des politiques au niveau économique, est lancée.
Les rencontres se déroulent sur deux jours et proposent en premier lieu une journée de conférences en plénière suivies d’une grande soirée de gala, et d’une « croisière business meeting » d’une journée sur le Fleuve Congo, le lendemain.
Le succès de premier forum sur deux jours, auquel près de 300 acteurs économiques et personnalités du monde politique répondent présents, marquera les esprits.
Parmi les recommandations majeures de ce second rendez-vous des « Makutanos », germe l’idée d’inscrire dans les agendas respectifs des séries de rencontres thématiques, en petits groupes ou en conférences, afin de commencer un travail de réflexion et de mobilisation à l’année. La problématique de l’industrialisation globale de la RDC, dont il est clairement identifié qu’elle est reléguée au second plan, derrière le développement de l’industrie minière, est choisie comme « fil rouge » de la réflexion à venir.

### Année de la consolidation
Entre septembre 2016 et septembre 2017, les premiers groupes de réflexion se mettent en place et les premières conférences ont eu lieu (startup, leadership, santé, entrepreneuriat féminin, RSE, , etc.). Les premiers projets d'affaires entre les acteurs congolais voient également le jour. Peu à peu, le réseau de structure mais reste dans une logique informelle « afin de ne pas donner l'impression aux jeunes,et aux idées innovantes qu'ils peuvent apporter,que la porte est fermée », précise Nicole Sulu.
Le réseau est également plébiscité par les diasporas congolaises de France et de Belgique qui mettent en place dans les deux capitales européennes les événements « Makutano na Paris »  et « Makutano na Bruxelles ».
 La presse internationale s’intéresse à ce qui se passe en RDC avec le réseau Makutano : Forbes, Jeune Afrique, RFI, TV5, BBC World, VoxAfrica, , etc., s’en font l’écho et en deviendront partenaires médias.
En septembre 2017, le Sultani Makutano 3, dont le thème est : « œuvrer à l’industrialisation du Congo et en finir avec le mythe des matières premières » a lieu.
Parrainé par le milliardaire nigérian, Tony Elumelu, avec l’Ivoirien Jean-Louis Billon en invité d’honneur, il marque la ferme volonté des 400 acteurs présents de penser la « rente matière première » en levier de développement économique inclusif afin de construire une économie durable.
Les nouvelles technologies, la culture, l’agro-business, la notion d’industrie industrialisante, la formation des cadres, l’image extérieure du pays, etc., font l’objet de débats passionnés entre experts, acteurs économiques et représentants de l’Etat. Chacune des parties acceptant le principe du dialogue nouveau, franc, et constructif.
C’est probablement lors de ce troisième opus que le vrai virage est pris et que le Sultani Makutano devient, de facto, ce nouvel espace de dialogue constructif et apolitique entre les parties. La FEC (Fédération des Entreprises du Congo) qui avait déjà marqué son vif intérêt pour l’expérience en accueillant dans ces murs la seconde édition, les chambres économiques consulaires, les bailleurs étrangers, IFC Groupe banque mondiale, Promines, l’ANAPI, le Fonds de Promotion de l'industrie (FPI), , etc., participent activement aux débats.
On[Qui ?] note également l’association des cinq principales banques congolaises qui se regroupent au sein du « Club Makutano des Banques de RDC » afin de promouvoir l’événement.
En septembre 2017, le Sultani Makutano 3, dont le thème est : « œuvrer à l’industrialisation du Congo et en finir avec le mythe des matières premières » a lieu.
Parrainé par le milliardaire nigérian, Tony Elumelu, avec l’Ivoirien Jean-Louis Billon en invité d’honneur, il marque la ferme volonté des 400 acteurs présents de penser la « rente matière première » en levier de développement économique inclusif afin de construire une économie durable.
Les nouvelles technologies, la culture, l’agro-business, la notion d’industrie industrialisante, la formation des cadres, l’image extérieure du pays, etc., font l’objet de débats passionnés entre experts, acteurs économiques et représentants de l’État. Chacune des parties acceptant le principe du dialogue nouveau, franc, et constructif.
C’est probablement lors de ce troisième opus que le vrai virage est pris et que le Sultani Makutano devient, de facto, ce nouvel espace de dialogue constructif et apolitique entre les parties. La FEC (Fédération des Entreprises du Congo) qui avait déjà marqué son vif intérêt pour l’expérience en accueillant dans ces murs la seconde édition, les chambres économiques consulaires, les bailleurs étrangers, IFC Groupe banque mondiale, Promines, l’ANAPI, le FPI, , etc., participent activement aux débats.
On[Qui ?] note également l’association des cinq principales banques congolaises qui se regroupent au sein du « Club Makutano des Banques de RDC » afin de promouvoir l’événement.

### Année de structuration
Le réseau est par ailleurs sollicité pour organiser la première réunion de la Plateforme de Suivi et de Dialogue Participatif tripartite entre le Gouvernement, le secteur privé et la Société civile autour des questions liées aux industries extractive et forestière par Promines et le Ministère des Mines de la RDC.  
La question de l’industrialisation a été largement débattue mais, en parallèle et dans la logique des discussions, celle du « local content » a été soulevée. Un premier débat sur le sujet est proposé en janvier 2018 et devant l’intérêt marqué par les participants, devient le thème de la quatrième édition.

### Année de la conquête économique
La quatrième édition du Makutano 4 est programmée les 14 et 15 septembre 2018.
Le thème en sera « Local content : à la reconquête de l’économie nationale ».
Entre les enjeux prioritaires de développement des territoires et ceux de la préférence nationale, les débats interrogeront notamment les grandes lignes des projets pour le pays de ceux qui, à l’heure des échéances électorales prévues en décembre prochain, auront pour mission de conduire la RDC vers l’émergence. Parrain de cette édition, le Président de la République honoraire du Ghana, John Mahama, en sera l’invité d’honneur.
Autre nouveauté de ce crû 2018, 250 opérateurs économiques congolais traverseront le fleuve Congo pour aller à la rencontre de leurs homologues du Congo Brazzaville afin d’insuffler une nouvelle dynamique économique sous-régionale et poser, à leur niveau, les premiers actes du grand projet d’Union économique africaine prévu pour 2060. « Car il ne suffit pas d’être les deux capitales les plus proches du monde du point de vue géographique, il faut en faire de vrais partenaires économiques », martèle l’organisation.